# Ferrovie Hanshin
Le Ferrovie Hanshin (阪神電気鉄道?, Hanshin Denki Tetsudō) sono una delle maggiori compagnie ferroviarie giapponesi private, e offrono servizi ferroviari e bus suburbani nella zona nord della regione del Kansai. Il principale terminale della compagnia è la stazione di Umeda, a Osaka, ma importanti sono anche quelli di Namba, nella stessa città, e Sannomiya a Kōbe.

## Storia
Il 12 giugno 1899 nacque la società per azioni Ferrovie Elettriche Settsu, che dal 7 luglio divenne Ferrovia Elettrica Settsu.
Il 7 aprile 1968 venne aperta la nuova linea Kōbe Kōsoku, usata anche per i servizi dei treni delle Ferrovie Sanyō, con le quali dal 15 febbraio 1998 iniziano i collegamenti diretti fra Himeji e Umeda. 
Il 20 giugno 2006 Hankyū Holdings completa l'acquisto del gruppo Hanshin per un costo di circa 2,2 miliardi di dollari. 
Il 20 marzo 2009 iniziano i servizi diretti fra Sannomiya e Nara in collaborazione con le Ferrovie Kintetsu.

## Linee ferroviarie

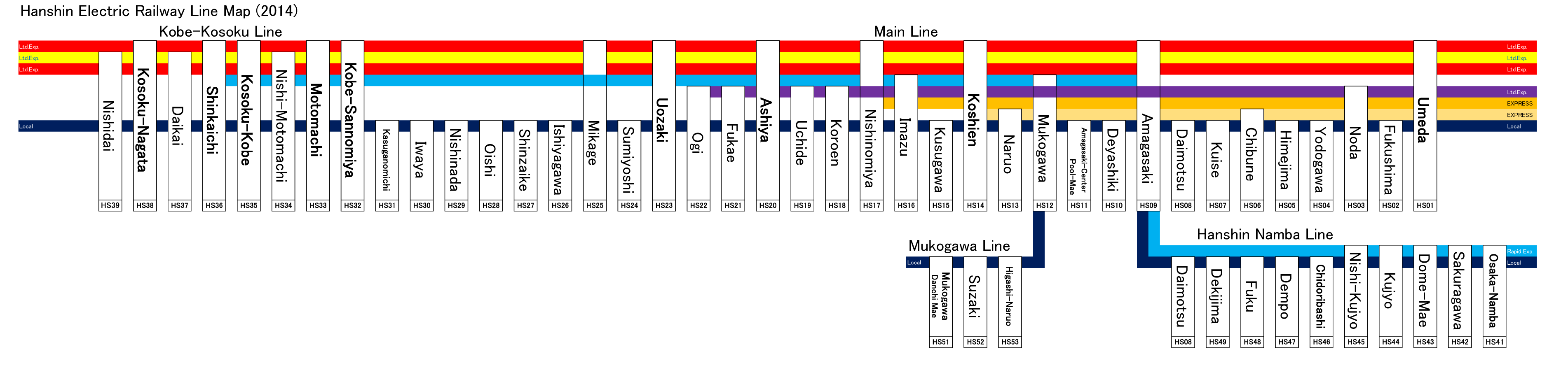
Mappa delle linee

### Linee correnti
- Linea principale Hanshin (Umeda - Motomachi)
- Linea Hanshin Namba (Amagasaki - Ōsaka-Namba)
- Linea Mukogawa (Mukogawa - Mukogawa-danchimae)
- Linea Kōbe Kōsoku (Motomachi - Nishidai)

### Linee abbandonate
- Linea Kita-Osaka
- Linea Kokudō
- Linea Kōshien
- Linea Amagasaki Kaigan

### Linee incomplete
- Linea Imazu-Deyashiki
- Linea Amagasaki Takarazuka
- Seconda linea Hanshin

## Tariffe

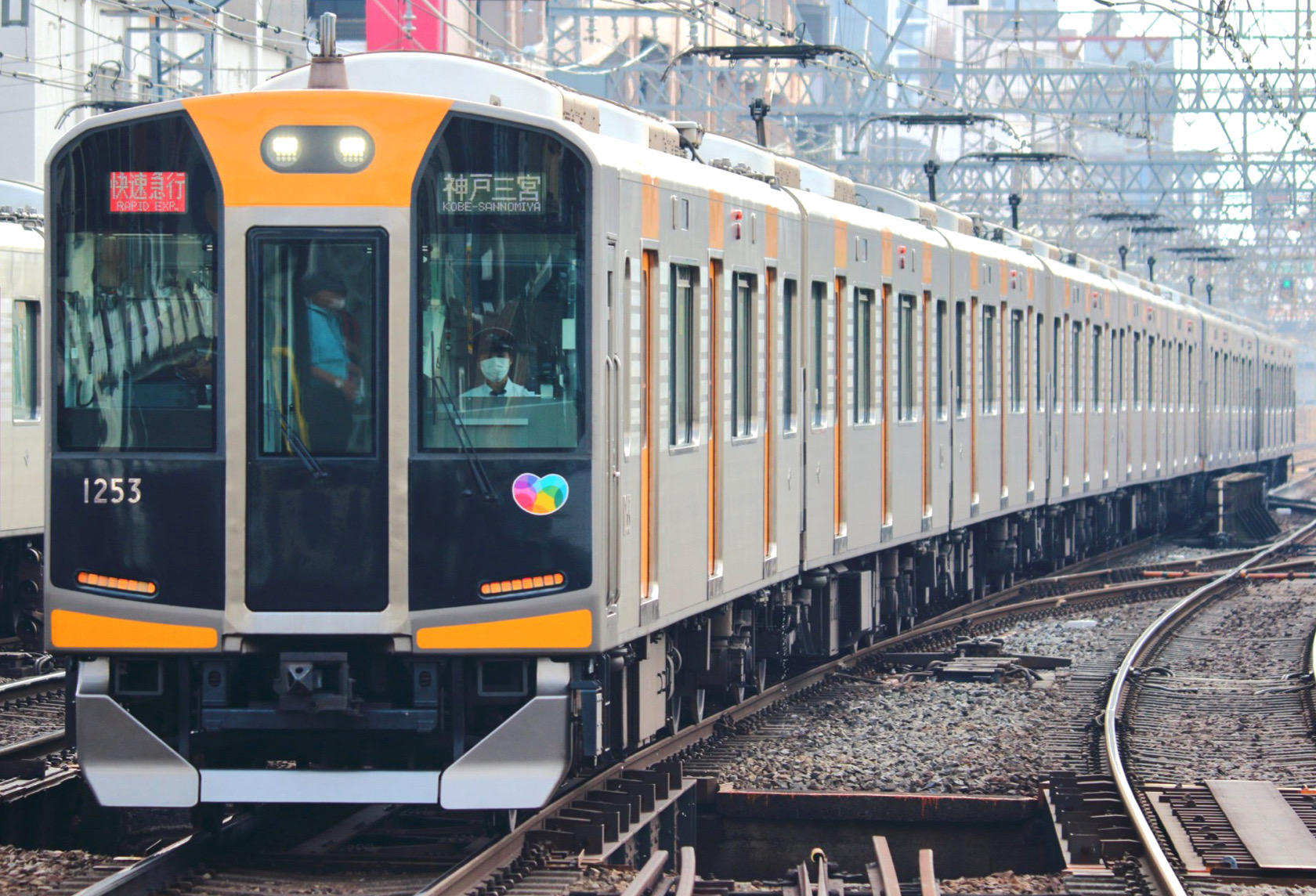
Treno della serie 1000

Prezzo del biglietto singolo (adulti) in Yen giapponesi in base alla distanza; il prezzo dei bambini è della metà:
| Distanza   | Prezzo |  |
| ---------- | ------ |  |
| Entro 4 km | 140    |  |
| 5 - 8      | 180    |  |
| 9 - 13     | 230    |  |
| 14 - 18    | 260    |  |
| 19 - 24    | 280    |  |
| 25 - 30    | 290    |  |
| 31 - 34    | 310    |  |

Sono accettate anche le carte ricaricabili PiTaPa e ICOCA.